# Boule-d’Amont
Boule-d’Amont – miejscowość i gmina we Francji, w regionie Oksytania, w departamencie Pireneje Wschodnie.
Według danych na rok 1990 gminę zamieszkiwało 71 osób, a gęstość zaludnienia wynosiła 3 osoby/km² (wśród 1545 gmin Langwedocji-Roussillon Boule-d’Amont plasuje się na 830. miejscu pod względem liczby ludności, natomiast pod względem powierzchni na miejscu 298.).

## Zabytki
Zabytki w Boule-d’Amont posiadające status monument historique:
- kościół św. Saturnina (Église Saint-Saturnin de Boule-d’Amont)
- przeorstwo Serrabone (Prieuré de Serrabone)

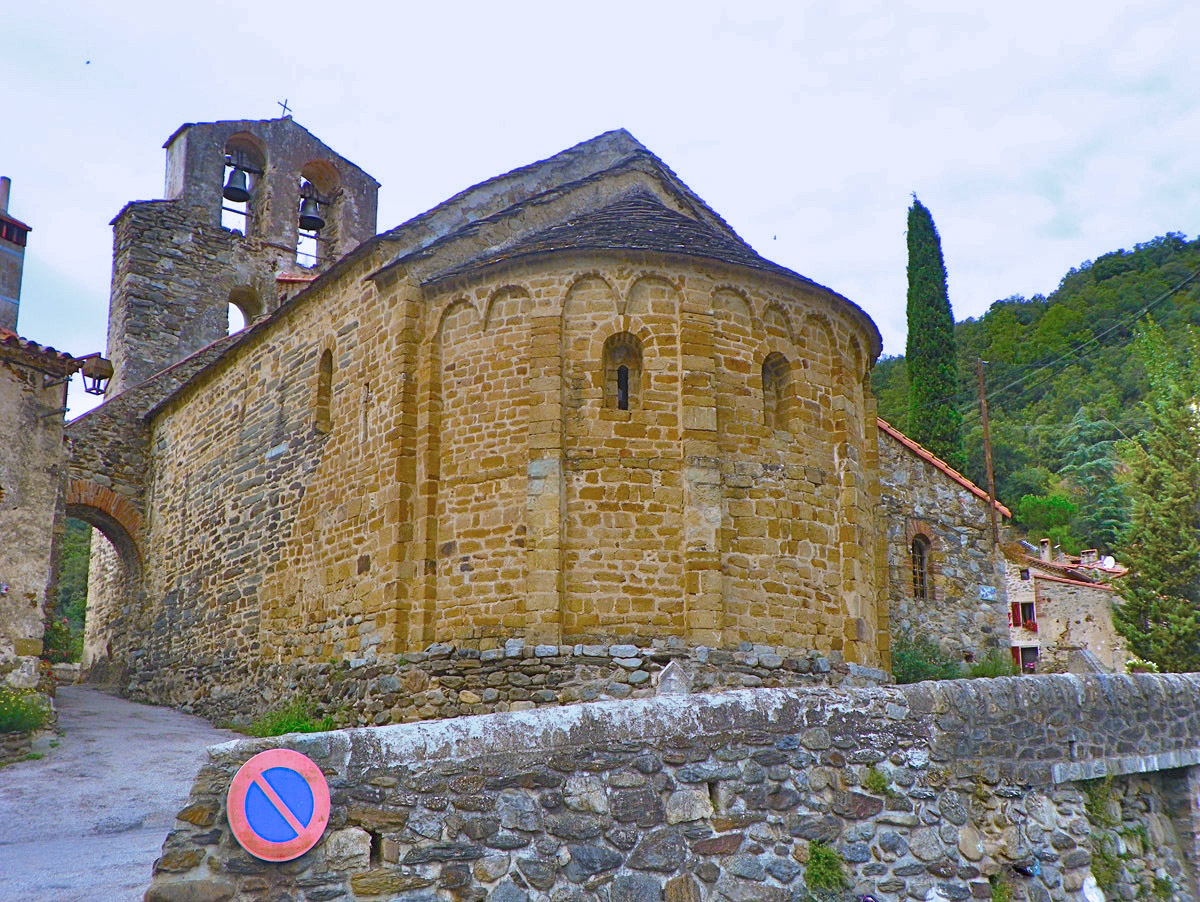
Kościół w Boule-d’Amont, 2010

## Populacja

Populacja Boule-d'Amon w latach 1962–2008